# ارل سی. کنتون
ارل سی. کنتون (انگلیسی: Erle C. Kenton؛ ۱ اوت ۱۸۹۶ – ۲۸ ژانویهٔ ۱۹۸۰) یک کارگردان اهل ایالات متحده آمریکا بود. وی عمدتاً کارگردان فیلم‌های درجه ب بوده‌است.

## فیلم‌شناسی
- تلگراف مهمانی
- تهدید عمومی
- خانه فرانکشتاین
- خانه دراکولا
- عشق، شرافت و سلوک
- پائین مزرعه
- قهرمان یک شهر کوچک
- سالومه در برابر شنندوا
- یک عاشقانه سلطنتی